# Diego Romero
Diego Leonardo Romero (Bernardo de Irigoyen, Misiones, 7 de septiembre de 1982) es un baloncestista argentino. Su posición es la de pívot y actualmente compite en la Región Chubut del Torneo Pre-Federal de Básquet de Argentina como miembro del Náutico Rada Tilly. Es hermano mayor del futbolista Sergio Romero.

## Carrera

### Inicios
Comenzó su carrera en 1998 como juvenil para el club Gimnasia y Esgrima de Comodoro Rivadavia, disputando 30 partidos y anotando 58 puntos (1,9) en un periodo de 3 años. 

### Trayectoria en Estados Unidos
En 2001 ingresó a la universidad estadounidense Lon Morris College de la ciudad texana de Jacksonville, gracias al rosarino Lisandro Pablo Miranda, scout de Dallas Mavericks en la NBA, quien ayudó a Romero a contactarse con la universidad. Se graduó de la misma en 2003 de bachiller en ciencias.
En sus primera temporada con los Lon Morris Bearcats el equipo logró ganar 29 encuentros y tan solo perdió 7, lo que le permitió conquistar su conferencia y clasificar por primera vez desde 1964 (hacia más de 55 años) para el torneo nacional de la NJCAA. Romero promedió 12.9 puntos y 7.0 rebotes en la temporada. La conocida revista Street & Smith's lo nombró "All-America" en el primer equipo ideal de Junior Colleges correspondiente al año 2002 y fue elegido como el octavo mejor forward (alero) sobre todos los jugadores de Junior Colleges por el servicio de scouting norteamericano Van Coleman of Future Stars. Los cazatalentos de la NCAA lo calificaron dentro del "top 25" de la NJCAA.
En su segunda temporada en el club, el mismo perdió en las semifinales regionales tras conseguir 23 triunfos y 9 derrotas. En esta temporada Romero promedió 14,5 tantos y 8,5 rebotes.
Al finalizar la temporada Romero recibió nada más y nada menos que 87 cartas provenientes de distintas universidades a lo largo de EE. UU. que deseaban contar con él en su plantilla. A su vez recibió la visita de Bobby Knight, uno de los entrenadores universitarios más reconocidos en las universidades norteamericanas, quién le comentó que deseaba que forme parte de su equipo, los Texas Tech Red Raiders. Romero visitó el Instituto Tecnológico de Texas, la Universidad de Kentucky, la Universidad de Indiana y la Universidad Estatal de Florida (subcampeón NCAA en 1972) decidiéndose finalmente por Florida debido a la alta competitividad de su conferencia (Atlantic Coast Conference) y las puertas que la misma le podría abrir en un futuro.
Inicialmente, la NCAA le había denegado permiso para jugar, por haber firmado cobrado viáticos en Gimnasia y Esgrima. La organización revirtió la decisión en enero de 2004, por lo que Romero optó por no competir en los partidos restantes. En la temporada 2004-05 jugó 31 partidos, promediando 14 minutos, 3,8 puntos y 2,5 rebotes. En la temporada 2005-06 jugo 30 partidos, promediando 16 minutos, 3,9 puntos y 2,6 rebotes.

### Vuelta a Sudamérica
En el año 2006, Diego (tras haberse graduado el 30 de abril de ese año en la especialidad de comunicador social) aportó en el único título ganado por Gimnasia y Esgrima (Comodoro Rivadavia), al regresar al país y participar de las finales en las que Gimnasia y Esgrima (Comodoro Rivadavia) le ganaría al club Libertad de Sunchales. La temporada siguiente, jugando para Regatas de Corrientes, sufrió la rotura de los ligamentos cruzados de una de sus piernas quedando afuera de la temporada, en la que tan solo había jugado en 9 partidos de la misma. Durante este parate, el ala-pivote decidió viajar a los Estados Unidos para realizarse un tratamiento con especialistas de la Universidad Estatal de Florida, club donde el jugador se habría desempeñado durante las temporadas 2004-05 y 2005-06 de la NCAA. Tras su paso por Quilmes de Mar del Plata, Romero decide firmar con su antiguo equipo Gimnasia y Esgrima (Comodoro Rivadavia), club en el cual se mantuvo durante cinco temporadas consecutivas, realizando en la temporada 2011-12 de la segunda división uruguaya el reemplazo temporario de Jimmy Boston en el Club Atlético Goes por cuatro partidos. Para la temporada 2013-14, el Club Atlético Welcome contrató a Romero para jugar en la segunda división uruguaya. Tras jugar 6 partidos fue cortado y reemplazado por el estadounidense Kenneth Simms. Ese mismo año firmó como refuerzo de San Lorenzo de Almagro para participar en el Torneo Pre Federal. Junto a este equipo logró el ascenso al Torneo Federal de Básquetbol. Para la temporada 2013-14, firmó nuevamente con el Club Atlético Quilmes, en esta ocasión por dos temporadas, para jugar en la Liga Nacional de Básquet.
Retornó a Gimnasia y Esgrima de Comodoro Rivadavia en agosto de 2016.
El 29 de abril de 2018 en un partido de la Liga Nacional de Básquet 2017-18 contra Hispánico Americano anotó 10 puntos, 10 rebotes y 10 asistencias, convirtiéndose así en el duodécimo jugador en la historia de la Liga Nacional de Básquet en conseguir un triple doble.
Se unió a Náutico Rada Tilly en agosto de 2023 para disputar el Torneo Pre-Federal de Básquet de Argentina. Como su equipo posteriormente declinó participar de La Liga Federal, Romero se fue a Bolivia. Empero a fines de julio de 2024 se anunció su regreso a Náutico Rada Tilly.

#### Equipos
| Temporada | Club                    | País           | Liga          |
| 1998-99   | Gimnasia y Esgrima (CR) | Argentina      | LNB           |
| 1999-00   | Gimnasia y Esgrima (CR) | Argentina      | LNB           |
| 2000-01   | Gimnasia y Esgrima (CR) | Argentina      | LNB           |
| 2001-02   | Lon Morris College      | Estados Unidos | NJCAA         |
| 2002-03   | Lon Morris College      | Estados Unidos | NJCAA         |
| 2003-04   | Florida State Seminoles | Estados Unidos | NCAA          |
| 2004-05   | Florida State Seminoles | Estados Unidos | NCAA          |
| 2005-06   | Florida State Seminoles | Estados Unidos | NCAA          |
| 2006      | Gimnasia y Esgrima (CR) | Argentina      | LNB           |
| 2006-07   | Regatas                 | Argentina      | LNB           |
| 2007-08   | Quilmes                 | Argentina      | LNB           |
| 2008-09   | Gimnasia y Esgrima (CR) | Argentina      | LNB           |
| 2008-09   | Gimnasia y Esgrima (CR) | Argentina      | LNB           |
| 2009      | Félix Pérez Cardozo     | Paraguay       | PDB           |
| 2009-10   | Gimnasia y Esgrima (CR) | Argentina      | LNB           |
| 2010-11   | Gimnasia y Esgrima (CR) | Argentina      | LNB           |
| 2011-12   | Gimnasia y Esgrima (CR) | Argentina      | LNB           |
| 2012      | Goes                    | Uruguay        | Metropolitano |
| 2012-13   | Gimnasia y Esgrima (CR) | Argentina      | LNB           |
| 2013      | Welcome                 | Uruguay        | Metropolitano |
| 2013      | San Lorenzo de Almagro  | Argentina      | PTFB          |
| 2013-14   | Quilmes                 | Argentina      | LNB           |
| 2014-15   | Quilmes                 | Argentina      | LNB           |
| 2015-16   | Quilmes                 | Argentina      | LNB           |
| 2016-17   | Gimnasia y Esgrima (CR) | Argentina      | LNB           |
| 2017-18   | Gimnasia y Esgrima (CR) | Argentina      | LNB           |
| 2018-19   | Gimnasia y Esgrima (CR) | Argentina      | LNB           |
| 2019-20   | Gimnasia y Esgrima (CR) | Argentina      | LNB           |
| 2020-21   | Gimnasia y Esgrima (CR) | Argentina      | LNB           |
| 2021-22   | Gimnasia y Esgrima (CR) | Argentina      | LNB           |
| 2022      | CARL A-Z                | Bolivia        | LBB           |
| 2022      | Team Cali               | Colombia       | LPBC          |
| 2023      | CARL A-Z                | Bolivia        | LBB           |
| 2023      | Náutico Rada Tilly      | Argentina      | PLFB          |
| 2024      | CARL A-Z                | Bolivia        | LBB           |
| 2024      | Náutico Rada Tilly      | Argentina      | PLFB          |

## Selección de Argentina
Romero fue campeón del Campeonato Sudamericano de Baloncesto Junior de 2000 en Cali, Colombia, bajo la dirección técnica de Gustavo Alejandro De Benedetti. En ese torneo fue compañero de los jugadores argentinos Carlos Delfino, Adrián Boccia y Diego Guaita entre otros.
En 2010 fue convocado por el entrenador de la selección argentina, por ese entonces Sergio Hernández, para realizar una gira por Australia y China previa al Campeonato Mundial de Baloncesto de 2010.

## Palmarés

### Campeonatos nacionales
| Título                   | Club                                    | País      | Año     |
| ------------------------ | --------------------------------------- | --------- | ------- |
| Liga Nacional de Básquet | Gimnasia y Esgrima (Comodoro Rivadavia) | Argentina | 2005-06 |